# Gedeón

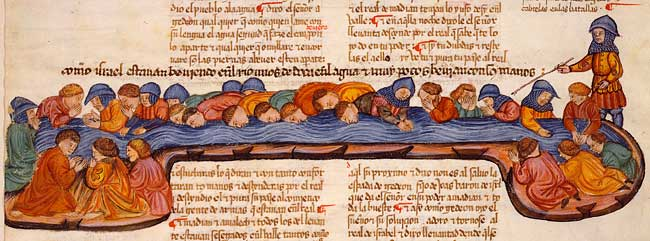
Biblia de Alba, texto sefardí, biblia hebraica traducida al romance, 1422-1433, fol. 183v: Gedeón selecciona los israelitas para su ejército.

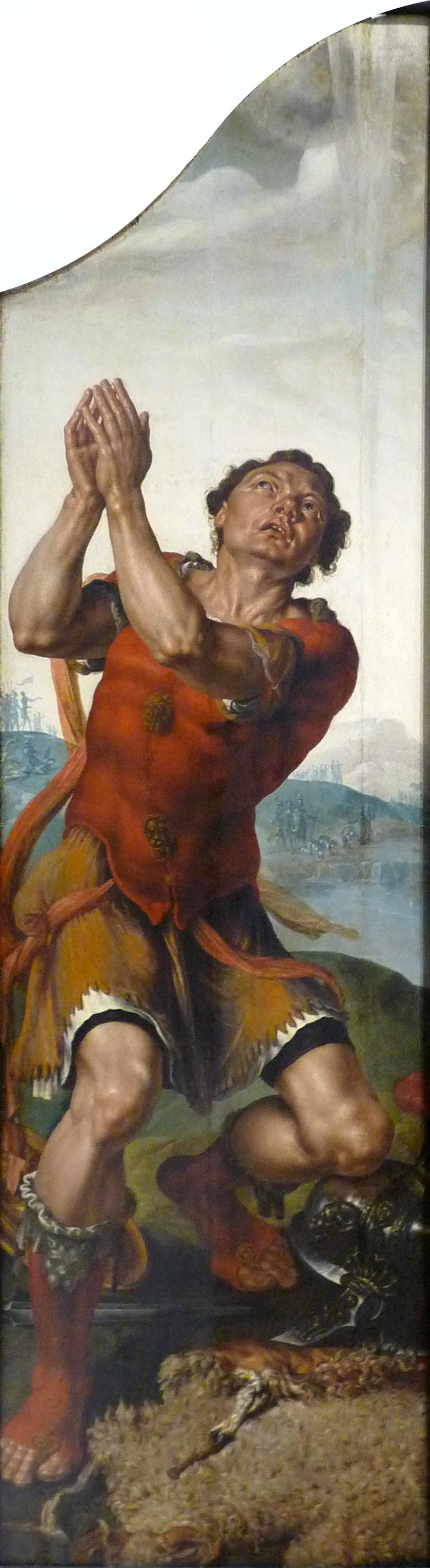
"Gedeón agradece a Dios por el milagro del rocío"; pintura del holandés Maarten van Heemskerck.

Gedeón (hebreo: גִּדְעוֹן), fue un juez y guerrero del Antiguo Israel. Fue el quinto de los Jueces del pueblo judío y era considerado como uno de los más sobresalientes por la magnitud de su «obra guerrera» contra uno de los pueblos enemigos de Israel: los madianitas. Fue hijo de Joás, de la tribu de Manasés. Los datos que se conocen acerca de su historia se encuentran relatados en el Libro de los Jueces  6 - 8.

## Biografía
Al parecer, las diferencias se deben a la permanencia de dos estratos de redacción: el así llamado "elohísta" y el "yahvista" (véase las fuentes del Pentateuco que, según algunos escrituristas, también pueden encontrarse en las narraciones de los libros llamados "históricos" de la Biblia). Otros afirman que hay tres fragmentos independientes que se han unido en un solo relato; otros reconocen dos narraciones didácticas y un texto verdaderamente histórico, etc. Las investigaciones bíblicas no han logrado llegar a un punto de vista unificado.
En sustancia, la vida de Gedeón se sitúa tras el asentamiento de los judíos en el llano de Ofrá donde habían asimilado los cultos idolátricos de las poblaciones aledañas. Tras esa infidelidad, Yahveh les habría castigado enviando tribus nómadas y grupos de amalecitas y madianitas a hacerles la guerra. En esos combates, dos hermanos de Gedeón habrían sido asesinados. Los israelitas se arrepintieron y pidieron perdón. Yahveh envió a su ángel a hablar con Gedeón para anunciarle que sería el libertador de su pueblo. Este pidió una prueba tras un diálogo algo sarcástico con el ángel. Este último le dio la prueba que pedía abrasando un sacrificio con fuego milagroso. Al día siguiente Gedeón destruyó el altar de Baal ante la indignación del pueblo (11:21).
Los grupos nómadas se reunieron para hacer la guerra a Gedeón. Este reunió un ejército que, con diversas condiciones y pruebas, Yahveh redujo a trescientos hombres (sin contar las tropas auxiliares). Los israelitas atacaron durante la noche y produjeron tal confusión que los madianitas, quienes los superaban notáblemente en número, se asesinaban entre ellos y tuvieron que huir despavoridos mientras eran perseguidos por las tropas de Gedeón. Los mismos jefes de Madián, Oreb y Zeeb murieron en la refriega y sus cabezas fueron dadas como trofeo a Gedeón.

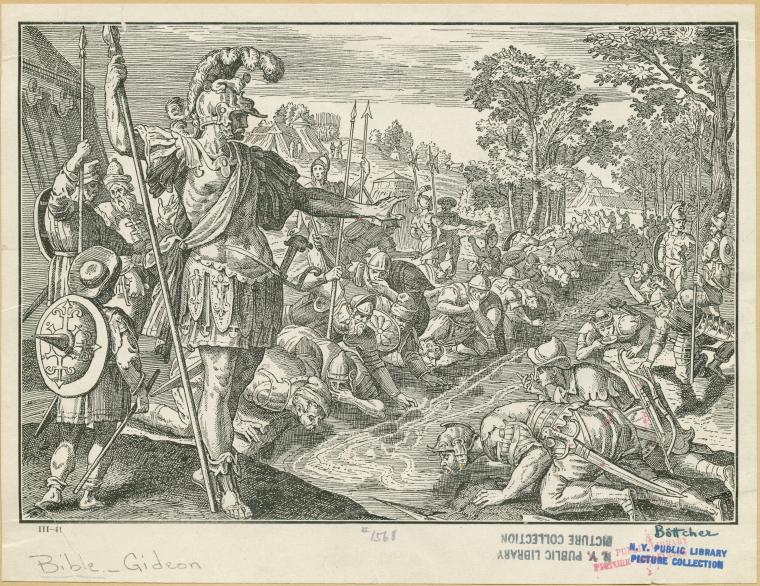
Gedeón seleccionando su ejército de 300 hombres.

Luego de otros combates victoriosos con los madianitas y de castigar a los pueblos que no quisieron colaborar en la persecución, la gente del pueblo quiso que Gedeón fuera su rey. A lo que este no aceptó, alegando que solo Dios podía reinar en Israel.
Con las joyas tomadas a los vencidos, Gedeón se hizo elaborar un efod. No hay tampoco acuerdo entre los expertos en relación con el efod, unos dicen que se trataba de todo un atuendo sacerdotal con sus joyas y adornos, otros que se trataba de una tabla o instrumentos para hacer consultas a Yahveh. Sin embargo, este efod llevó nuevamente a la idolatría a los israelitas.
Gedeón gobernó en Israel otros 40 años que fueron de paz y crecimiento. Tuvo setenta hijos (era polígamo) entre los que destaca Abimelec.
Es mencionado en la carta a los Hebreos, capítulo 11, versículo 32 por su ejemplo de fe e, indirectamente, en el Salmo 83, versículo 12 por sus victorias militares. En el Libro de Judit 8, versículo 1, también se hace referencia a un tal Gedeón.
En el cristianismo, la figura de Gedeón aparece mencionada sobre todo en el marco del episodio del Vellocino de Gedeón. Este episodio bíblico pasa a convertirse en el catolicismo en una alegoría de la futura Asunción de María, dejando de ser un simple símbolo de la protección divina del pueblo judío. Esta reinterpreción católica del episodio es la que explica la amplia representación del episodio en las artes plásticas desde la Edad Media, pero también su cita y tratamiento a nivel literario. En la interpretación cristocéntrica del antiguo Testamento, por tanto, el episodio del Vellocino de Gedeón se reinterpretó como una alusión a la fecundación de María por el Espíritu Santo, es decir, como un símbolo o alegoría de la maternidad virginal de María; en el siglo XV (siglo XV), el vellocino de Gedeón se convierte en el símbolo de la Orden del Toisón (=Vellocino en francés) de Oro, substituyendo la figura originaria de Jasón. Escribe el predicador Alejandro de San Antonio:

“26. Que el vellocino de Gedeón fue retrato de aquella divina Señora, es cosa clara. Pero en qué se pareció María al vellocino, lo dixo la dulzura de Bernardo: Caelesti rore arcam rigaturus, totum vellus prius infudit, redempturus genus humanum, pretium universum contulit in Mariam; ut nihil esset bonum, quod per manus Mariae non transiret. Assí como para llenar Dios la tierra de su rocío, le depositó primero en el vellocino cándido, assí para haver de socorrer, y remediar à los hombres depositó nuestro socorro y remedio en su Santíssima Madre, para que no huviesse favor vertido en las criaturas, que no passasse primero por los órganos de aquellas manos generosas. Y es certíssimo, que los consuelos, gracias y mercedes que franqueó este vellocino hermoso a los mortales, se estrenaron en la visita de hoy, desatando en la casa de Isabel todo el rocío de gracias que traía María en su vientre virginal: Ahora veamos en el Texto todo el sucesso del vellocino”.

## Arqueología
En el año 2019, un grupo de arqueólogos desenterró una inscripción datada entre los siglos XII y XI a. C. en la que se encuentra contenido el nombre Yerubbaal, el cual era también otro nombre de Gedeón. Aunque el Yerubaal de la inscripción probablemente no sea el mismo que el juez bíblico, la inscripción, unida a la etimología del nombre ("sea Ba'al grandioso"), demuestra que el nombre es antiguo y era utilizado en la época en que la Biblia sitúa los acontecimientos.